# 500 kilomètres d'Oschersleben FIA GT 1999
Navigation
Édition précédente Édition suivante
Les 500 kilomètres d'Oschersleben 1999 FIA GT, disputées le 8 août 1999 sur le circuit d'Oschersleben, sont la sixième manche du championnat FIA GT 1999.

## Course

### Classement de la course
Classement à l'issue de la course (vainqueurs de catégorie en gras), :
| Pos.   | N° | Écurie                      | Pilotes                                           | Châssis                   | Pneus | Tours |
| Pos.   | N° | Écurie                      | Pilotes                                           | Moteur                    | Pneus | Tours |
| ------ | -- | --------------------------- | ------------------------------------------------- | ------------------------- | ----- | ----- |
| 1      | 1  | Chrysler Viper Team Oreca   | Olivier Beretta Karl Wendlinger                   | Chrysler Viper GTS-R      | M     | 117   |
| 1      | 1  | Chrysler Viper Team Oreca   | Olivier Beretta Karl Wendlinger                   | Chrysler 8.0L V10         | M     | 117   |
| 2      | 2  | Chrysler Viper Team Oreca   | Jean-Philippe Belloc Marc Duez                    | Chrysler Viper GTS-R      | M     | 117   |
| 2      | 2  | Chrysler Viper Team Oreca   | Jean-Philippe Belloc Marc Duez                    | Chrysler 8.0L V10         | M     | 117   |
| 3      | 18 | Chamberlain Motorsport      | Ni Amorim Toni Seiler                             | Chrysler Viper GTS-R      | M     | 117   |
| 3      | 18 | Chamberlain Motorsport      | Ni Amorim Toni Seiler                             | Chrysler 8.0L V10         | M     | 117   |
| 4      | 19 | Chamberlain Motorsport      | Christian Vann Christian Gläsel                   | Chrysler Viper GTS-R      | M     | 117   |
| 4      | 19 | Chamberlain Motorsport      | Christian Vann Christian Gläsel                   | Chrysler 8.0L V10         | M     | 117   |
| 5      | 15 | Freisinger Motorsport       | Michel Ligonnet Wolfgang Kaufmann                 | Porsche 911 GT2           | D     | 116   |
| 5      | 15 | Freisinger Motorsport       | Michel Ligonnet Wolfgang Kaufmann                 | Porsche 3.6L Turbo Flat-6 | D     | 116   |
| 6      | 21 | Paul Belmondo Racing        | Emmanuel Clérico Claude Yves-Gosselin             | Chrysler Viper GTS-R      | D     | 115   |
| 6      | 21 | Paul Belmondo Racing        | Emmanuel Clérico Claude Yves-Gosselin             | Chrysler 8.0L V10         | D     | 115   |
| 7      | 8  | Elf Haberthur Racing        | Luca Cappellari Patrick Vuillaume Axel Röhr       | Porsche 911 GT2           | D     | 112   |
| 7      | 8  | Elf Haberthur Racing        | Luca Cappellari Patrick Vuillaume Axel Röhr       | Porsche 3.6L Turbo Flat-6 | D     | 112   |
| 8      | 6  | Konrad Motorsport           | Franz Konrad Bob Wollek                           | Porsche 911 GT2           | D     | 112   |
| 8      | 6  | Konrad Motorsport           | Franz Konrad Bob Wollek                           | Porsche 3.6L Turbo Flat-6 | D     | 112   |
| 9      | 77 | Seikel Motorsport           | Ernst Palmberger Nigel Smith Richard Nearn        | Porsche 911 GT2           | D     | 112   |
| 9      | 77 | Seikel Motorsport           | Ernst Palmberger Nigel Smith Richard Nearn        | Porsche 3.6L Turbo Flat-6 | D     | 112   |
| 10     | 16 | Freisinger Motorsport       | Manfred Jurasz Yukihiro Hane                      | Porsche 911 GT2           | D     | 112   |
| 10     | 16 | Freisinger Motorsport       | Manfred Jurasz Yukihiro Hane                      | Porsche 3.6L Turbo Flat-6 | D     | 112   |
| 11     | 24 | RWS Motorsport              | Horst Felbermayr, Sr. Horst Felbermayr, Jr.       | Porsche 911 GT2           | ?     | 111   |
| 11     | 24 | RWS Motorsport              | Horst Felbermayr, Sr. Horst Felbermayr, Jr.       | Porsche 3.6L Turbo Flat-6 | ?     | 111   |
| 12     | 78 | Seikel Motorsport           | Christian Vogler Ruggero Grassi                   | Porsche 911 GT2           | D     | 109   |
| 12     | 78 | Seikel Motorsport           | Christian Vogler Ruggero Grassi                   | Porsche 3.6L Turbo Flat-6 | D     | 109   |
| 13     | 9  | Elf Haberthur Racing        | Mauro Casadei Roberto Mangifesta Ivan Jacoma      | Porsche 911 GT2           | D     | 107   |
| 13     | 9  | Elf Haberthur Racing        | Mauro Casadei Roberto Mangifesta Ivan Jacoma      | Porsche 3.6L Turbo Flat-6 | D     | 107   |
| 14     | 5  | Eschmann Roock Racing       | Sascha Maassen Paul Hulverscheid Stéphane Ortelli | Porsche 911 GT2           | Y     | 102   |
| 14     | 5  | Eschmann Roock Racing       | Sascha Maassen Paul Hulverscheid Stéphane Ortelli | Porsche 3.6L Turbo Flat-6 | Y     | 102   |
| 15 DNF | 35 | Porsche Zentrum Regensburg  | Michael Trunk Bernhard Müller                     | Porsche 911 Turbo         | M     | 80    |
| 15 DNF | 35 | Porsche Zentrum Regensburg  | Michael Trunk Bernhard Müller                     | Porsche 3.6L Turbo Flat-6 | M     | 80    |
| 16 DNF | 36 | Porsche Zentrum Regensburg  | Josef Jobst Klaus Gebendorfer Günther Kronseder   | Porsche 911 GT3 Cup       | M     | 69    |
| 16 DNF | 36 | Porsche Zentrum Regensburg  | Josef Jobst Klaus Gebendorfer Günther Kronseder   | Porsche 3.8L Flat-6       | M     | 69    |
| 17 DNF | 69 | Proton Competition          | Gerold Ried Christian Ried                        | Porsche 911 GT2           | Y     | 58    |
| 17 DNF | 69 | Proton Competition          | Gerold Ried Christian Ried                        | Porsche 3.6L Turbo Flat-6 | Y     | 58    |
| 18 DNF | 33 | GLPK Racing                 | Vincent Vosse Didier Defourny                     | Chrysler Viper GTS-R      | D     | 49    |
| 18 DNF | 33 | GLPK Racing                 | Vincent Vosse Didier Defourny                     | Chrysler 8.0L V10         | D     | 49    |
| 19 DNF | 22 | Paul Belmondo Racing        | Jean-Marc Gounon Steffan Widmann                  | Chrysler Viper GTS-R      | D     | 25    |
| 19 DNF | 22 | Paul Belmondo Racing        | Jean-Marc Gounon Steffan Widmann                  | Chrysler 8.0L V10         | D     | 25    |
| DNS    | 10 | Marcos Racing International | Mike Hezemans Herman Buurman                      | Marcos Mantara LM600      | D     | –     |
| DNS    | 10 | Marcos Racing International | Mike Hezemans Herman Buurman                      | Chevrolet 5.9L V8         | D     | –     |